# 屿头乡 (平潭县)
屿头乡是中国福建省福州市平潭县下辖的一个乡。

## 行政区划
屿头乡下辖以下地区：
东珠村、乐屿村、屿北村、后垱村、东贵村、东金村、田下村、玉瑶村、旺宾村和屿南村。